# Буркавцов Володимир Володимирович
Володи́мир Володи́мирович Буркавцо́в (нар. 4 червня 1976, смт Томаровка, Яковлівський район Бєлгородська область, РРФСР — пом. 14 червня 2014, м. Луганськ, Україна) — український військовий льотчик, гвардії старший лейтенант Повітряних Сил Збройних Сил України.

## Життєпис
Володимир Буркавцов народився в селищі міського типу Томаровка Бєлгородської області РСФСР. Родина переїхала в Мелітополь на Запоріжжя, коли Володимир був школярем. Батько — військовий, командир батальйону, мати працювала в санчастині. Хлопець теж мріяв про військову службу. 1993 року закінчив мелітопольську середню школу № 20. Того ж року вступив до Київського інституту військово-повітряних сил у Василькові, який закінчив 1996 року.
З червня по жовтень 1996 служив на посаді старшого техніка комплексного тренажеру авіаційного полку літаків заправників; з жовтня по грудень 1996 — старшого техніка групи обслуговування (НПК) авіаційного полку (літаків заправників).
З грудня 1996 служив в авіаційній частині А3840 у м. Мелітополь:

12.1996—09.2003 — старший технік обслуги обслуговування (авіаційного обладнання) військово-транспортного авіаційного полку.

09.2003—02.2008 — старший технік обслуги обслуговування авіаційного обладнання інженерно-авіаційної служби авіаційної ескадрильї 25-ї авіаційної бригади транспортної авіації.

02.2008—09.2009 — старший технік обслуги обслуговування авіаційного обладнання інженерно-авіаційної служби авіаційної ескадрильї 25-ї бригади транспортної авіації.
З вересня 2009 — бортовий авіаційний технік авіаційного загону авіаційної ескадрильї 25-ї бригади транспортної авіації Повітряних Сил ЗС України, в/ч А3840, м. Мелітополь. Класна кваліфікація «3 клас».
Із початком російської збройної агресії проти України з березня 2014 року літав у Луганський та Донецький аеропорти, бортовий технік військово-транспортного літака Іл-76 МД.

## Обставини загибелі
14 червня 2014 екіпаж військово-транспортного літака Іл-76 МД (бортовий номер 76777) Повітряних Сил ЗС України, під керівництвом командира літака підполковника Олександра Бєлого, виконував бойовий політ в Луганський аеропорт. На борту літака перебували 9 членів екіпажу та 40 військовослужбовців дніпропетровської 25-ї окремої повітряно-десантної бригади, які летіли на ротацію. На борту також були військова техніка, спорядження та продовольство.
Близько 01:00, під час заходу на посадку на аеродром міста Луганськ, на висоті 700 метрів, борт 76777 був підбитий російськими терористами з переносного зенітно-ракетного комплексу «Ігла». В результаті терористичного акту літак вибухнув у повітрі і врізався у землю поблизу території аеропорту. 49 військовослужбовців, — весь екіпаж літака та особовий склад десанту, — загинули.
У той день до Луганського аеропорту вилетіли три літаки Іл-76 МД. Перший літак (бортовий номер 76683) під командуванням полковника Дмитра Мимрикова сів о 0:40. За 10 хвилин збили другий літак (бортовий номер 76777). Третій отримав наказ повертатися.
|                              | Там все було дуже грамотно по-військовому сплановано. Там без Росії не обійшлось. Вогонь вівся з усіх сторін. Це було не на рівні ненавчених бойовиків. Обстріл літака вівся дуже грамотно. Спочатку підсвічували трасером, а потім били. Із ПЗРК неможливо було збити літак, навіть якби боєприпас потрапив у двигун, то літак все рівно не загинув би. Стріляли з «Шилки». |
| — Полковник Дмитро Мимриков. | |

Пройшло 42 доби, перш ніж льотчиків поховали: українські військові збирали рештки тіл загиблих, влада домовлялася з терористами про коридор для евакуації, в Дніпрі проводились експертизи ДНК для ідентифікації. 25 липня з дев'ятьма членами екіпажу літака Іл-76 прощались у Мелітополі, їх поховали разом в одній могилі на Новому кладовищі міста.
Залишились мати, дружина Іраіда та донька 1998 р. н.

## Нагороди
- Орден Богдана Хмельницького III ст. (20 червня 2014, посмертно) — за особисту мужність і героїзм, виявлені у захисті державного суверенітету та територіальної цілісності України, вірність військовій присязі та незламність духу[5].
- Нагрудний знак «За оборону Луганського аеропорту» (посмертно).
- Відомчі заохочувальні відзнаки Міністерства оборони України — медалі «15 років Збройним Силам України», «За сумлінну службу» I ст. і II ст.[6]

## Вшанування пам'яті
13 лютого 2015 року в Мелітополі на фасаді будівлі ЗОШ № 20 (вулиця Сєрова, 62А) встановлено меморіальну дошку на честь випускника школи гвардії старшого лейтенанта Володимира Буркавцова.
12 червня 2015 року в місті Мелітополь на території військової частини А3840 було відкрито меморіал екіпажу літака Іл-76МД (бортовий номер 76777), який загинув 14 червня 2014 року в аеропорту міста Луганськ.